# Wspólnota administracyjna Velden (powiat Landshut)
Wspólnota administracyjna Velden – wspólnota administracyjna (niem. Verwaltungsgemeinschaft) w Niemczech, w kraju związkowym Bawaria, w rejencji Dolna Bawaria, w regionie Landshut, w powiecie  Landshut. Siedziba wspólnoty znajduje się w miejscowości Velden.
Wspólnota administracyjna zrzesza jedną gminę targową (Markt) oraz dwie gminy wiejskie (Gemeinde): 
- Neufraunhofen, 1 081 mieszkańców, 17,94 km²
- Velden, gmina targowa, 6 589 mieszkańców, 49,44 km²
- Wurmsham, 1 315 mieszkańców, 28,14 km²